# Hacienda Pública de Costa Rica
La Hacienda Pública de Costa Rica es la organización formada por los entes y órganos públicos, incluyendo los No papases, propietarios o encargados, por cualquier título, de la administración del Patrimonio Público.
Se establece que la hacienda pública es el “Conjunto de recursos financieros de las Administraciones Públicas empleados para lograr los objetivos que son establecidos en sus Planes Operativos acorde con sus leyes constitutivas y al Plan Nacional de Desarrollo con miras a contribuir al Bien Común”. (Schettino, 2002). Tomando el panorama actual por el que pasa el país, se enfatizara en el déficit fiscal y la problemática social que este resulta, así como las medidas que se podrían tomar a largo plazo para mejorar la situación fiscal de Costa Rica. 
Ahora podes hablar con toda claridad sobre la importancia y el papel de la hacienda publica en un país, considerando de esta manera el papel protagónico y transparente que debe jugar esta en su aplicación, para permitir y asegurar el logro de los objetivos que responderán a las necesidades de la sociedad, y sobre todo al buen fin de los bienes nacionales. 
El Ministerio de hacienda es el encargado de establecer y ejecutar la política Hacendaria en el país (Ministerio de Hacienda, 2011), teniendo bajo su mando la responsabilidad de la recaudación y la fiscalización del presupuesto público, aumentando así la importancia nacional de sus funciones, ya que representan un factor cuantitativo importante en el cumplimiento de los objetivos de la administración pública. 
En los últimos años el déficit fiscal es un tema trascendente en la realidad nacional, trayendo consecuencias negativas para todo el país, la mala utilización de los recursos públicos es uno de los factores que muchas veces interviene en la aparición de las cuentas rojas en el Estado. Para marzo del presente año las consecuencias del déficit fiscal que experimenta el país trajeron un alza interanual del 17% en los ingresos tributarios, mientras que los gastos crecieron un 14,3%, impulsado por un aumento del 30% en el pago de intereses de la deuda. (Soto & Rodríguez, 2013). 
Considerando la problemática que presenta el país con relación al déficit fiscal se han barajado diferentes alternativas que traerían una rebaja significativa al porcentaje del PIB que representa el déficit hoy, entre estas alternativas están la “aprobación de la ley de reforma fiscal (Proyecto de ley de solidaridad tributaria), el restringir el gasto público, y financiar el déficit a través de endeudamiento externo o interno.” (Gómez, 2011). Cualquiera de estas opciones sin duda podría traer una disminución del déficit a corto plazo, pero resultaría un reto al largo plazo en tema de eficiencia de cualquiera de las medidas que se decida tomar, pues aumentaría la posibilidad de que en un futuro próximo se pueda pasar por una situación de déficit de igual o mayor impacto del que se tiene actualmente, esto por los diferentes aspectos externos por el que el mundo está pasando, tales como la crisis económica, el endeudamiento externo y la devaluación de la moneda. 
La mala prestación de servicios públicos, los problemas de corrupción y el tráfico de influencias así como la evasión de impuestos, presentan factores causales del déficit fiscal del país y por ende de la problemática social que hoy está experimentando la población, esto ha traído la poca o nula credibilidad en los proyectos que se puedan poner en marcha para mejorar la situación fiscal del país. Es posible que el problema de recaudación y mal manejo de fondos públicos sea un tema exclusivo de los entes e instituciones que están encargadas del manejo de estos, pero al ser presupuesto público el derecho de la población de exigir servicios de calidad, transitar por vías seguras y sobre todo tener la seguridad de que el dinero que se paga sea invertido en obras que beneficien a la población en general y no a unos cuantos. Es aquí donde la discusión ético-moral de los encargados de la administración pública sale a flote, pues son estos los que tienen la responsabilidad con los cinco millones aproximado de costarricenses que tienen los derechos constitucionales a la salud, la educación, seguridad y demás servicios que se deben estar cubriendo con dinero, que hoy está representado por números rojos y atenta a la seguridad de la población nacional. 
En respuesta a los problemas antes mencionados por los que el país está pasando se deberían considerar aspectos operativos que no se han tomado en cuenta, por ejemplo el superávit presupuestario de algunas instituciones que vendría a contraponerse al déficit que presenta el presupuesto nacional, que estaría siendo resultado de la mala planificación institucional e incluso del poco desarrollo de proyectos para beneficio de la población. Es posible que la actualización de planes operativos y de acción no se esté dando, por lo que se tendría instituciones poco actualizadas sin el efecto esperado en una sociedad cambiante.                                               
Mejores herramientas de fiscalización y recaudación de impuestos, mejores medidas de planificación presupuestaria, y mayor transparencia y responsabilidad en el manejo de la hacienda pública, podrían representar un mejoramiento en el manejo del sector público y fomentar un mayor bienestar social en la población. 

La Constitución Política establece dos órganos competentes en materia de Hacienda Pública: la Contraloría General de la República y la Tesorería Nacional.

## La Contraloría General de la República
De conformidad con lo estipulado en el artículo 183 de la Constitución, la Contraloría General de la República es una institución auxiliar de la Asamblea Legislativa en la vigilancia de la Hacienda Pública. No obstante, por tener independencia funcional y administrativa en el desempeño de sus labores, jurídicamente se la considera un órgano constitucional.
La Contraloría está a cargo de un contralor y un subcontralor. Ambos funcionarios son nombrados por la Asamblea Legislativa dos años después de haberse iniciado el período presidencial, para un término de ocho años; pueden ser reelectos indefinidamente y gozan de las inmunidades y prerrogativas de los miembros de los Supremos Poderes.
El contralor y subcontralor responden ante la Asamblea por el cumplimiento de sus funciones, y pueden ser removidos por ella, mediante votación no menor de las dos terceras partes del total de miembros, si en el expediente creado al efecto se le comprueba ineptitud o procederes incorrectos.

### Principales Funciones
Fiscalizar la ejecución y liquidación de los presupuestos ordinarios y extraordinarios de la República, es decir, de la Administración centralizada (los Supremos Poderes, el TSE y el propio órgano contralor). No se puede emitir ninguna orden de pago contra los fondos del Estado sino cuando el gasto respectivo haya sido visado por la Contraloría; ni constituirá obligación para el Estado la que no haya sido refrendada por ella.
Examinar, aprobar o improbar los presupuestos de las Municipalidades e instituciones autónomas y fiscalizar su ejecución y liquidación. La Ley Orgánica de la Contraloría extiende la competencia de la institución, en esta materia, también a las demás instituciones públicas estatales. Observándose que el control ejercido por la Contraloría, respecto de los presupuestos de las instituciones descentralizadas, es de carácter legal-contable y no de naturaleza política. 
- Datos: Q9001821